# Дорогичівські дуби
Дороги́чівські дуби́ — ботанічна пам'ятка природи місцевого значення в Україні. Розташована на території Чортківського району Тернопільської області, між селами Литячі та Шутроминці, на схилі південно-західної експозиції лівого берега річки Дністер.
Площа — 0,9 га. Статус отриманий у 2009 році. Перебуває у віданні ДП «Бучацьке лісове господарство» (Дорогичівського лісництво, кв. 16, вид. 23).
У 2010 р. увійшла до складу національного природного парку «Дністровський каньйон».
Під охороною три дерева дуба звичайних віком 200— 300 років, середньою висотою стовбурів 20 м, цінних у науково-пізнавальному, естетичному аспектах.
Крона дерев куполоподібна та однобічна, ширина крони 13—18 м. Два дерева здорові, одне має дупло. Дерева є залишками корінних дібров Поділля.